# Oligacanthorhynchus erinacei
Espèce
Synonymes
- Echinorhynchus erinacei Rudolphi, 1793 - protonyme
- Prosthorhynchus erinacei (Rudolphi, 1793)
- Echinorhynchus napaeformis Rudolphi, 1802
- Echinorhynchus mustelae Rudolphi, 1819
- Echinorhynchus kerkoides Westrumb (d), 1821

Oligacanthorhynchus erinacei est une espèce d'acanthocéphales de la famille des Oligacanthorhynchidae. C'est un parasite digestif des hérissons, des putois et des spermophiles d'Europe.